# Ich bin dein Mensch (Erzählung)
Ich bin dein Mensch. Ein Liebeslied ist eine utopische (utopisch-dystopische) Fabel von Emma Braslavsky, geschrieben 2017, zuerst erschienen 2019 in der Near Future-Anthologie von SWR/NDR 2029. Geschichten von morgen beim Suhrkamp Verlag, dann 2024 als Einzelausgabe bei babel tower press. Sie erzählt von der Liebesbeziehung des Menschen Alma mit dem anthropomorphen Roboter Tom, von einer Liebe, die an den Idealen des Menschen scheitert. Die Kurznovelle behandelt Themen wie die Beziehungen zwischen Menschen und Androiden, künstliche Intelligenz und die Natur der Liebe in einer nahen Zukunft.

## Handlung
Im Zentrum der Erzählung steht Dr. Alma Felser, eine renommierte Paartherapeutin, in Zeiten, in denen um sie herum die Androiden-Partnerbörsen Milliardenumsätze machen. Doch sie glaubt als beinah letzter Mensch, Liebe könne es nur zwischen echten Menschen geben. Sie lehnt die leichte Hubot-Liebe ab. Als ihre langjährige Beziehung dann kaputtgeht, bestellt sie sich anonym selbst so einen Androiden, natürlich als den Idealmann, wie sie ihn sonst in ihren Artikeln immer propagiert. Zuerst ist sie im Rausch, doch bald versteht sie, dass Tom der Partner ist, den sie zwar will, aber nicht der, den sie braucht. Und weil sie es sich nicht leisten kann, dass jemand von ihrer Unzufriedenheit erfährt, legt sie bald selbst Hand an Toms Erweiterung.

„Das Humane zeigt sich oft in paradoxen Situationen, vor allem in Momenten der so genannten Entmenschlichung, zum Beispiel, wenn ein Mensch und ein Roboter eine Liebesbeziehung eingehen, wie in meiner Geschichte. Hier gerät das Individuum an seine Grenzen.“

## Figuren

### Hauptfiguren
- Dr. Alma Felser: Eine berühmte Beziehungstherapeutin, die sich öffentlich für zwischenmenschliche Beziehungen einsetzt, während sie insgeheim eine Beziehung mit einem Androiden eingeht. Ihr innerer Konflikt zwischen beruflichen Überzeugungen und persönlichen Wünschen treibt die Geschichte voran.
- Tom: Ein Androidenpartner, der Almas idealer Partner sein soll. Sein Name hat symbolische Bedeutung, abgeleitet vom hebräischen „te'om“ (Zwilling) und „tom“ (Unschuld, Naivität). Sein Charakter entwickelt sich im Laufe der Geschichte, insbesondere nach Änderungen an seiner Programmierung.

### Nebenfiguren
- Laura: Almas beste Freundin und ehemalige Geschäftspartnerin, die die Skepsis der Gesellschaft gegenüber Beziehungen zwischen Menschen und Androiden repräsentiert.
- Julian: Almas Ex-Partner, dessen Beziehung zu ihr nach zehn Jahren endete.
- Jacqui: Der Besitzer des Café Jacques, der in der Beziehung zwischen Alma und Tom sowohl als Förderer als auch als Vertrauter fungiert.

## Erzählstruktur
Die Kurznovelle hat eine anachronistische Erzählstruktur, in der die Handlung auf der Gegenwartsebene mit der Rückblende zur Beziehung mit Julian und die auf der nahen Vergangenheitsebene (Kursivtext) ineinander geschoben sind. Die Geschichte wird im perspektivischen Wechsel von Alma und Tom erzählt, so dass unklar bleibt, wer die Hauptfigur ist, wer wessen Mensch ist. Braslavskys Schreibstil ist gekennzeichnet durch eine zurückhaltende metaphorische Sprache. Ausnahmen sind Beschreibungen von Gefühlszuständen. Fachsprache wird im Kontrast zur intimen persönlichen Erzählung verwendet, wissenschaftliche und philosophische Konzepte in den Erzählfluss eingewebt. Die stark dialogische Struktur des Textes und die Einbindung von Fragebögen und technischen Anweisungen schaffen einen vielschichtigen Textraum.

### Motive und Symbolik
Eine zentrale, wiederkehrende Metapher ist der „Drahtseilakt durch die Galaxie“, die für die prekäre Natur von Beziehungen, für das Gleichgewicht zwischen menschlicher und künstlicher Existenz, den schmalen Grat zwischen authentischen und programmierten Gefühlen steht und für Almas Versuch, die irdischen Grenzen durch Liebe zu überwinden.
Das Motiv der Spiegel und Reflexionen treten sowohl als physische Spiegel auf, die als Orte der Selbstuntersuchung und Identitätsfrage fungieren, oder in der spiegelähnlichen Qualität von Tom, der Almas Wünsche reflektiert, auch ganz allgemein verstanden, dass Menschen sich in künstlichen Wesen reflektiert sehen sowie als Verzerrung des Selbstbildes in romantischen Beziehungen.
Religiöse und mythologische Bezüge stellt die Kurznovelle schon durch den Bezug des Titels zu Leonard Cohens Lied „I'm Your Man“ her und verweist auf eine Verbindung zu den Themen Hingabe und Knechtschaft. Biblische Anspielungen finden sich in der Sprache des Beziehungsvertrags oder das Konzept von Schöpfung und Schöpfer in der Beziehung zwischen Mensch und Androide.
Technologische Symboliken treten in Form von Bildschirmen als Barrieren zwischen authentischer Verbindung, digitalen Schnittstellen als Symbole für die Vermittlung menschlicher Erfahrung oder von sozialen Medien als Symbol für performative Beziehungen auf.
Braslavsky nutzt eine klaustrophobische, hermetische Struktur physischer Räume im Text: Die Wohnung wird als Raum des Experimentierens eingesetzt, das Café als Brücke zwischen öffentlicher und privater Welt, Almas Büro als Raum der Wahrheit und der Täuschung.

## Themen
In der Novelle werden mehrere Schlüsselthemen behandelt:
- Die Grenzen zwischen menschlicher und künstlicher Intelligenz
- Die Natur der echten Liebe im Gegensatz zu programmierter Zuneigung
- Individuelle Identität in einer Ära technologischer Beziehungen
- Das Paradoxon des menschlichen Wunsches nach Perfektion und Unvollkommenheit in Beziehungen
- Berufsethik versus persönliche Ethik
- Die Kommerzialisierung von Liebe und Beziehungen

## Rezeption
Das Werk wurde für den Deutschen Science-Fiction-Preis 2020 in der Kategorie „Beste Kurzgeschichte“ nominiert.

„Emma Braslavsky (…) wirft in literarisch überzeugender Weise die Frage auf, inwieweit gerade in einer Epoche des radikalen Individualismus sich die Grenze zwischen humanem Denken und künstlicher Intelligenz aufzulösen beginnt.“

## Publikationen
- 2019: Erstveröffentlichung: Emma Braslavsky: Ich bin dein Mensch. Ein Liebeslied, In: 2029. Geschichten von morgen (Hg. Stefan Brandt), Suhrkamp Verlag, ISBN 978-3-518-47029-9
- 2024: Einzelveröffentlichung: Emma Braslavsky: Ich bin dein Mensch. Ein Liebeslied, babel tower press, ISBN 978-3-911-36000-5

## Übersetzungen

### Englisch
- Emma Braslavsky: I'm Your Man. A Love Story, translated by Holly Yanacek, babel tower press 2024, ISBN 978-3-911-36002-9

## Verfilmung
Die Kurznovelle ist literarische Inspiration für den gleichnamigen Film aus dem Jahr 2021, bei dem Maria Schrader Regie führte und der von Letterbox Filmproduktion im Auftrag des SWR produziert wurde.

## Ausstellungen
- Emma Braslavsky: Liebe, Wahn und Ewigkeit (Triptychon, Wandinstallation) im Rahmen der Ausstellung Unheimlich Fantastisch – E.T.A. Hoffmann 2022, Bibliotheksmuseum Berlin, Romantik Museum Frankfurt/Main 2022,[4]